# Mike Weir (Schiedsrichter)
Mike Weir (* im 20. Jahrhundert) ist ein ehemaliger US-amerikanischer Schiedsrichter im American Football, der von der Saison 2002 bis zur Saison 2013 in der NFL tätig war. Er trug die Uniform mit der Nummer 50.

## Karriere
Weir war während seiner gesamten NFL-Laufbahn als Field Judge tätig. Sein erstes Spiel, die Denver Broncos gegen die St. Louis Rams, war am 8. September 2002.
Nach dem Wildcard-Spiel der San Francisco 49ers gegen die Green Bay Packers am 5. Januar 2014 beendete er seine Karriere.